# Anaciaeschna kashimirensis
Anaciaeschna kashimirensis là loài chuồn chuồn trong họ Aeshnidae. Loài này được Singh & Baijal mô tả khoa học đầu tiên năm 1954.